# Incêndio de Jecheon de 2017
O incêndio de Jecheon de 2017 refere-se ao desastre ocorrido em 21 de dezembro, num centro esportivo da cidade sul-coreana. O incêndio começou com um curto circuito e resultando em 29 mortos e 36 feridos. Vinte dos mortos ficaram presos dentro de uma sauna no segundo andar do edifício, que também abrigava uma variedade de outros estabelecimentos comerciais, incluindo uma academia, uma instalação de prática de golfe e vários restaurantes.

## Descrição dos eventos
Em 21 de dezembro de 2017, às 15 horas 53 minutos (horário local), um veículo pegou fogo por causa de fios de aquecimento elétrico que estava sendo instalados no teto do primeiro andar do estacionamento, por sua vez, incendiando o prédio de oito andares. O Corpo de Bombeiros de Jecheon chegou às 16 horas, mas não conseguiu se aproximar devido ao risco de explosão do veículo e do tanque de gás LP no primeiro andar. O acidente matou 29 pessoas e feriu 36 pessoas.

### Causa
O laboratório criminal concluiu que o incêndio foi iniciado por uma faísca nos fios de aquecimento que estavam sendo instalados nas tubulações do teto no estacionamento do primeiro andar. As estruturas do teto desabaram em um veículo estacionado, expandindo ainda mais o fogo para outros veículos estacionados. Além disso, a saída de emergência no segundo andar, onde ficava uma sauna feminina, estava sendo usada como armazém, assim como não havia funcionários para ajudar a evacuar e a porta automática na entrada principal estava quebrada, dificultando a fuga e aumentando o número de vítimas.

### Resposta civil
O proprietário do prédio, Lee, tentou apagar o incêndio com um hidrante, mas falhou e entrou no prédio para evacuar as pessoas. No entanto, por temer que houvesse mulheres nuas na sauna, Lee se recusou a entrar e optou por alertar as pessoas a evacuarem gritando do lado de fora da porta.
Um caminhão de escada particular resgatou pessoas durante o atraso na instalação de escadas de caminhões de combate a incêndios. Além disso, um homem idoso ajudou a resgatar 15 pessoas no local, mas depois foi levado ao hospital.

### Consequências
Em 25 de dezembro de 2017, a polícia invadiu as casas do proprietário do prédio e do gerente para coletar evidências que os ajudariam a acusá-los de homicídio culposo por negligência profissional e violação da lei de incêndio. A polícia chegou a planejar uma busca de mandados de prisão para ambos.

## Repercussão
O presidente da Coreia do Sul, Moon Jae-in, manifestou "profunda tristeza", juntamente com o primeiro-ministro da Coreia do Sul, Lee Nak-yeon, e prometeu agilizar o envio de serviços de resgate para o local. Os organizadores dos Jogos Olímpicos de Inverno de 2018, em Pyeongchang anunciaram que uma visita programada pelo revezamento da tocha olímpica a Jecheon seria cancelada e a rota revisada devido ao incidente.

### Controvérsia e críticas
Alguns pontos salientam que o corpo de bombeiros de Jecheon não conseguiu lidar adequadamente com o incêndio. As vítimas escaparam pela saída, mas os bombeiros não se aproximaram da mesma. Além disso, nenhuma tentativa foi feita para entrar pela janela do segundo andar e a escada do carro de bombeiros não foi instalada corretamente. Alguns também criticaram a falta de equipamentos e mão de obra de combate a incêndios, causados pela negligência do governo local, que contribuiu para o desastre.
Os bombeiros acreditavam que a maioria das vítimas havia inalado gases tóxicos e morrido no início do incêndio, no entanto, surgiu uma controvérsia quando um membro da família alegou ter recebido um telefonema da vítima quatro horas após o incêndio. As famílias enlutadas criticaram o corpo de bombeiros por terem perdido o tempo de ouro do resgate de emergência.